# Paolo Garofalo
Paolo Garofalo (Enna, 9 dicembre 1963) è un politico e saggista italiano.
Autore di diversi libri in tema di diritti umani e di comunicazione, in particolare comunicazione politica, è stato sindaco di Enna dal 2010 al 2015. Dal 2021 è presidente del Centro studi per le ricerche e la documentazione sul Mediterraneo e il Mezzogiorno "Napoleone Colajanni".

## Biografia
Nato in una famiglia di minatori socialisti, il padre Francesco fu anche consigliere comunale del Partito Socialista Italiano e vicesindaco di Enna, si dedicò fin da giovanissimo all'attivismo politico, e già dalla metà degli anni settanta partecipò ai comitati studenteschi, ai comitati siciliani per il disarmo, e collaborò con le radio libere della sua città, Radio Settimo Canale e Radio Blu. Negli anni ottanta ebbe inizio la sua collaborazione con i giornali locali Nuova Sicilia e Orizzonti. Antimilitarista e non violento, venne assistito dalla LOC (Lega obiettori di coscienza) per essersi dichiarato obiettore di coscienza, svolgendo l'attività alternativa al militare, per venti mesi, presso il WWF.
Aderì al Partito Socialista Italiano nel 1983, sostenendo le posizioni craxiane di Mario Mazzaglia e Salvo Andò, e diventando responsabile provinciale e componente del consiglio nazionale dell'associazione Amici dell'Avanti!. Nel 1987 nella campagna referendaria contro il nucleare e per la "giustizia giusta", promosse i quesiti referendari nella provincia di Enna in una serie di incontri insieme a Gianni Baget Bozzo. Il 7 maggio del 1990, a ventisette anni, fu eletto consigliere comunale della città di Enna e capogruppo del PSI. In seguito allo scioglimento del partito dopo gli anni di Tangentopoli, riprese gli studi universitari che aveva precedentemente abbandonato, laureandosi all'Università di Palermo in Scienze politiche col massimo dei voti e, nominato dall'assessorato regionale ai beni culturali della Sicilia componente nel primo Consiglio di amministrazione dell'Ente Parco minerario Floristella-Grottacalda, si dedicò al recupero della vecchia miniera Floristella e del palazzo Pennisi, la residenza nobiliare annessa. Nel dicembre 1998 venne nominato commissario dell'Azienda Autonoma di Soggiorno e Turismo di Enna dall'Assessorato al turismo della Regione Siciliana, mantenendone la guida per tutto il 1999. 
Ricandidatosi al consiglio comunale nel 2000 e nel 2005 con i Democratici di Sinistra, mantenne il primato del più votato in assoluto in città con il sistema elettorale della preferenza unica. Fu assessore all'urbanistica nella giunta presieduta da Gaspare Agnello.
Prese parte all'occupazione dell'autostrada Palermo-Catania il 4 maggio 2005, per protesta contro il Ministero dell'università e della ricerca che non voleva firmare il decreto che sanciva l'autonomia dell'Università Kore di Enna, e per questo venne condannato in primo grado e in appello per interruzione di pubblico servizio; successivamente venne considerato prescritto il reato da parte della Corte suprema di cassazione.
Dimessosi nel maggio del 2007 per motivi di lavoro, si trasferì a Catania, dove lavorò nell'Ufficio del garante dei detenuti della Sicilia con il senatore Salvo Fleres con cui mantenne un rapporto di amicizia, condividendo la stesura di diversi articoli e pubblicazioni. Nel biennio 2009-2010 curò per il settimanale Centonove di Messina la rubrica "L'Asinonimia", e fu l'ideatore e fondatore della testata giornalistica online Enna Ora.
Rientrato a Enna, si candidò a sindaco della città col Partito Democratico alle amministrative del 2010, ottenendo al primo turno 8 401 voti, pari al 44,63%. Al secondo turno venne eletto sindaco con 7 716 preferenze, pari al 58,50%, contro l'esponente del Movimento per le Autonomie Angelo Moceri.
Il 4 settembre 2010 interviene al Consiglio Generale del  Partito Radicale Nonviolento Transnazionale e Transpartito a Barcellona ed annuncia di avere preso la tessera del PRNTT.
Raggiunto da avviso di garanzia da parte della Procura della Repubblica di Enna per aver proposto all'avvocatessa del comune di assumere ad interim la responsabilità del settore dei vigili urbani, dichiarò di non ricandidarsi se non si fosse prima chiarita la vicenda giudiziaria. A nuove elezioni già avvenute, il GIP dispose l'archiviazione del procedimento. La querelante fece ricorso in Cassazione e il procedimento si chiuse con l'archiviazione da parte della corte di Cassazione, condannando la querelante alle spese processuali.
Interessato ai diritti umani e alla comunicazione, è docente in diversi corsi di formazione, relatore in convegni e  seminari. Nel 2019, per la casa editrice Officina della Stampa di Catania, ha avviato la collana I simboli della politica.
Nell'ottobre 2021 fonda il Centro studi per le ricerche e la documentazione sul Mediterraneo e il Mezzogiorno "Napoleone Colajanni" e viene eletto presidente.

## Pubblicazioni
- Dalla propaganda allo spettacolo. Un approccio alla comunicazione politica, prefazione di Salvatore Costantino, Città Aperta Edizioni, Troina (EN), 2005.
- Pillole mediatiche. Una difesa alla pervasività dei media, presentazione di Salvo Fleres, CAEfor, Troina (EN), 2007.
- L'ora d'aria. Vademecum sulla vita penitenziaria, con Salvo Fleres, Garante dei Diritti dei Detenuti, Palermo, 2007.
- Il diritto di conoscere, in Salvo Fleres, Paolo Garofalo, Salvatore Termine (a cura di), I diritti dell'uomo, Intergruppo Federalista dell'Assemblea Regionale Siciliana, Palermo, 2007.
- Diritti umani e tortura. Potenza e prepotenza dello Stato democratico, prefazione di Salvo Fleres, postfazione di Pietro Marcenaro, CaeFor, Città Aperta Edizioni, Troina (EN), 2009.
- La politica e me. Visioni politiche e personali di un sindaco, libro-intervista di Paolo Di Marco, Euno Edizioni, Leonforte (EN), 2013.
- Il Partito Comunista Italiano, da Livorno alla Bolognina, prefazione di Fausto Raciti, Officina della Stampa, Catania, 2019.
- Cento anni di socialismo, dal Partito Socialista Rivoluzionario di Romagna a Bettino Craxi, prefazione di Stefania Craxi, Officina della Stampa, Catania, 2019.
- Sigonella, l'ora che manca alla storia, con Salvo Fleres, prefazione di Mario Barresi, Officina della Stampa, Catania, 2019.
- Dal duce alla fiamma. La destra in Italia dal 1910 al 1946, prefazione di Raffaele Stancanelli, Officina della Stampa, Catania, 2020.
- Food as a political language, in Leave no one behind - World Food Day 2023 Conference, Parlament of Malta, Malta Food Agency, La Valletta, 2023
- Radicali, contributi di Marco Cappato e Giuseppe Rossodivita, Officina della Stampa, Catania, 2023
- Sigonella, Quarant'anni dopo, con Salvo Fleres, Officina della Stampa, Catania, 2025

## Onorificenze
Cittadinanza Onoraria della città di Ħaż-Żebbuġ - Città Rohan (Malta)
Ħaż-Żebbuġ, 22 ottobre 2011